# Chester (Maryland)
Chester es un lugar designado por el censo ubicado en el condado de Queen Anne en el estado estadounidense de Maryland. En el Censo de 2010 tenía una población de 4.167 habitantes y una densidad poblacional de 236,6 personas por km².

## Geografía
Chester se encuentra ubicado en las coordenadas 38°57′44″N 76°17′12″O / 38.96222, -76.28667. Según la Oficina del Censo de los Estados Unidos, Chester tiene una superficie total de 17.61 km², de la cual 13.19 km² corresponden a tierra firme y (25.12%) 4.42 km² es agua.

## Demografía
Según el censo de 2010, había 4.167 personas residiendo en Chester. La densidad de población era de 236,6 hab./km². De los 4.167 habitantes, Chester estaba compuesto por el 88.22% blancos, el 6.91% eran afroamericanos, el 0.36% eran amerindios, el 1.18% eran asiáticos, el 0% eran isleños del Pacífico, el 1.25% eran de otras razas y el 2.09% pertenecían a dos o más razas. Del total de la población el 3.46% eran hispanos o latinos de cualquier raza.